# Sarawakus lycogaloides
Sarawakus lycogaloides är en svampart som beskrevs av Lloyd 1924. Sarawakus lycogaloides ingår i släktet Sarawakus och familjen Hypocreaceae.   Inga underarter finns listade i Catalogue of Life.